# Bastian Schweinsteiger
Bastian Schweinsteiger (/ˈʃwaɪnʃtaɪɡər/ SHWYNE-shty-gər, tiếng Đức: [ˈbasti̯a(ː)n ˈʃvaɪnʃtaɪɡɐ] ⓘ; sinh ngày 1 tháng 8 năm 1984) là một cựu cầu thủ bóng đá chuyên nghiệp người Đức chơi ở vị trí tiền vệ. Trước đó trong sự nghiệp của mình, anh chủ yếu chơi ở vị trí tiền vệ cánh trước khi chuyển sang vị trí tiền vệ trung tâm. Cựu huấn luyện viên đội tuyển quốc gia Đức Joachim Löw đã gọi Schweinsteiger là một trong những cầu thủ vĩ đại nhất mà đất nước này từng sản sinh ra.
Schweinsteiger đã trải qua 17 mùa giải tại Bayern Munich, chơi đúng 500 trận trên mọi đấu trường và ghi được 68 bàn thắng. Các danh hiệu của anh tại câu lạc bộ bao gồm tám danh hiệu Bundesliga, bảy danh hiệu DFB-Pokal, một danh hiệu UEFA Champions League, một danh hiệu FIFA Club World Cup và một danh hiệu UEFA Super Cup. Anh gia nhập Manchester United vào năm 2015, thi đấu ít trong 18 tháng trước khi chuyển đến Chicago Fire. Anh tuyên bố giải nghệ vào tháng 10 năm 2019.
Schweinsteiger đã chơi cho Đội tuyển bóng đá quốc gia Đức từ năm 2004 đến năm 2016. Anh là cầu thủ khoác áo đội tuyển Đức nhiều thứ tư mọi thời đại, đã có được 121 lần khoác áo và ghi được 24 bàn thắng. Anh đã được chọn vào đội hình của họ cho bốn kỳ UEFA Euro và ba kỳ World Cup, bao gồm cả chức vô địch của họ tại FIFA World Cup 2014, khi anh được coi rộng rãi là một trong những người đóng góp quan trọng nhất trong chiến dịch của Đức, đóng vai trò đặc biệt quan trọng trong việc theo kèm Lionel Messi trong trận chung kết. Sau khi Philipp Lahm giải nghệ quốc tế vào ngày 2 tháng 9 năm 2014, Schweinsteiger được bổ nhiệm làm đội trưởng của đội tuyển quốc gia. Anh đã chơi trận đấu cuối cùng cho Đức gặp Phần Lan vào ngày 31 tháng 8 năm 2016, sau đó anh giải nghệ khỏi bóng đá quốc tế.
Kể từ khi giải nghệ vào năm 2019, Schweinsteiger đã làm việc với tư cách là nhà phân tích bóng đá trực tiếp cho đài truyền hình Đức ARD và chương trình cuối tuần Sportschau của đài này.

## Sự nghiệp câu lạc bộ

### Bayern Munich
Schweinsteiger đã ký hợp đồng với FC Bayern Munich với tư cách là cầu thủ đội trẻ vào ngày 1 tháng 7 năm 1998 và đi lên từ đội trẻ của câu lạc bộ. Là một vận động viên trượt tuyết trẻ tài năng, anh phải quyết định giữa việc theo đuổi sự nghiệp trượt tuyết chuyên nghiệp hay bóng đá. Sau khi giành chức vô địch trẻ Đức vào tháng 7 năm 2002, Schweinsteiger nhanh chóng giành được một suất trong đội dự bị, tạo ra một chuỗi màn trình diễn vững chắc ở giải hạng ba. Ban đầu, anh nổi tiếng là một kẻ nổi loạn ngoài sân cỏ, trở thành tiêu đề trên các mặt báo vì những lý do sai trái nhưng sau đó đã ổn định lại.

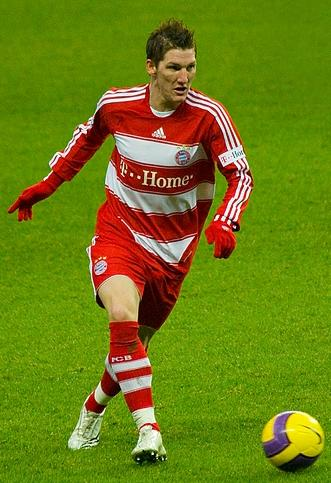
Schweinsteiger chơi cho Bayern Munich năm 2007

Trong lần đầu tiên xuất hiện trong đội hình tiêu biểu, anh chơi ở vị trí hậu vệ trái. Chỉ sau hai buổi tập với đội một, huấn luyện viên Ottmar Hitzfeld đã cho Schweinsteiger ra mắt, ở tuổi 18, vào sân thay người vào phút chót trong trận đấu UEFA Champions League gặp RC Lens vào tháng 11 năm 2002, và cầu thủ trẻ này đã tạo ra tác động ngay lập tức, kiến tạo bàn thắng cho Markus Feulner chỉ trong vài phút. Anh đã ký hợp đồng chuyên nghiệp vào tháng sau và tiếp tục xuất hiện trong 14 trận đấu Bundesliga vào năm 2002–03, giúp Bayern giành cú đúp vô địch giải đấu và cúp. Mùa giải tiếp theo, anh đã chơi 26 trận Bundesliga. Anh đã ghi bàn thắng đầu tiên cho Bayern vào lưới VfL Wolfsburg vào tháng 9 năm 2003.
Bất ngờ được huấn luyện viên mới Felix Magath gửi trở lại đội dự bị của Bayern vào đầu mùa giải 2004–05, Schweinsteiger nhanh chóng trở lại để đóng vai trò trong chiến dịch giành cú đúp danh hiệu và ghi bàn thắng đầu tiên của mình tại Champions League trong trận thua của Bayern ở tứ kết lượt đi trước Chelsea. Trong ba mùa giải tiếp theo, cho đến cuối mùa giải 2007–08, Schweinsteiger đã có 135 lần ra sân trên mọi đấu trường cho Bayern Munich (Champions League, Bundesliga và DFB-Pokal), ghi được 10 bàn thắng.
Vào ngày 15 tháng 8 năm 2008, Schweinsteiger ghi bàn thắng đầu tiên tại Bundesliga trong mùa giải 2008–09. Vào tháng 12 năm đó, anh đã gia hạn hợp đồng đến năm 2012. Hai năm sau, vào tháng 12 năm 2010, anh gia hạn hợp đồng với Bayern cho đến năm 2016, thông báo được đưa ra tại Allianz Arena sau chiến thắng 3–0 trước St. Pauli.

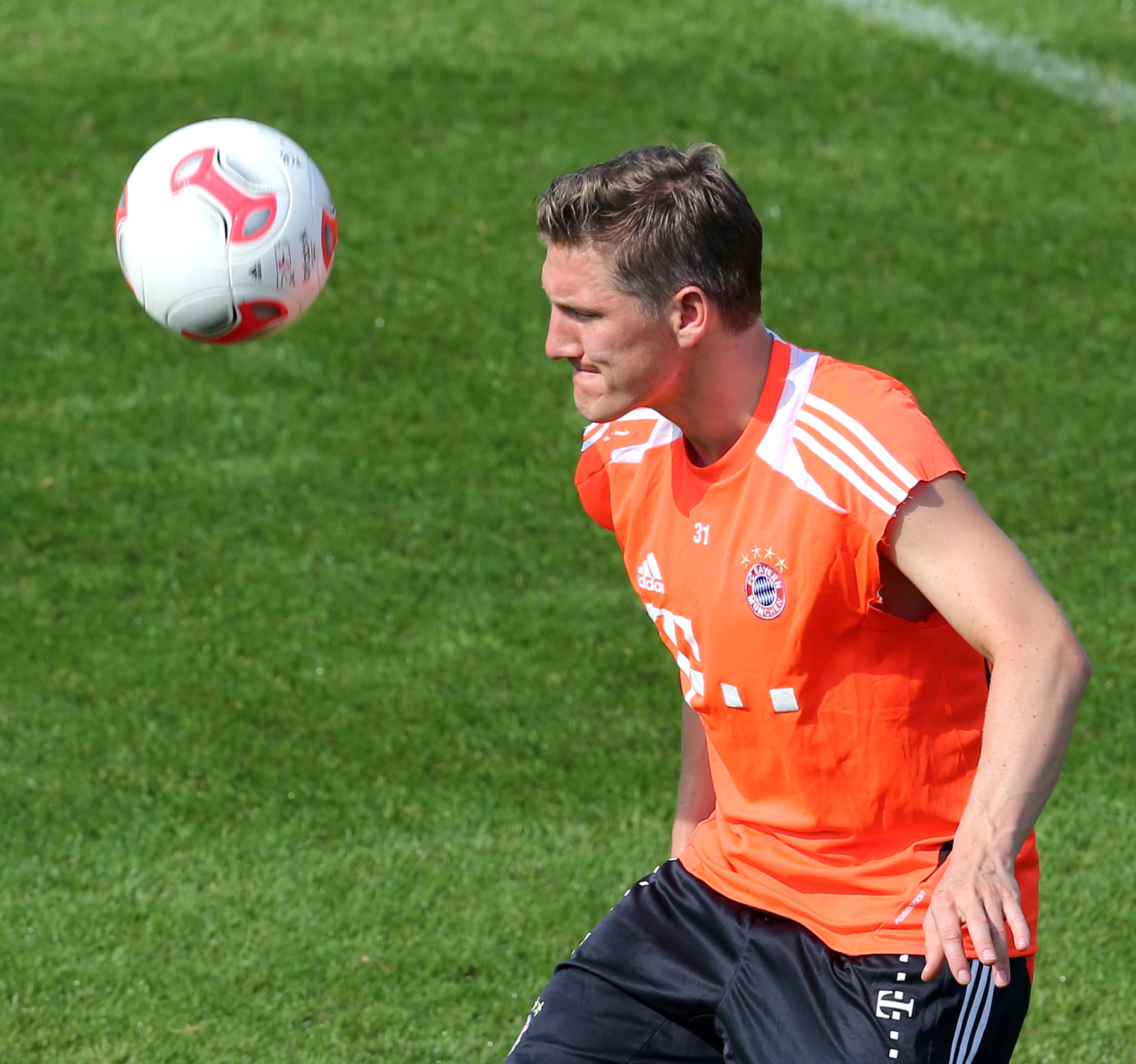
Schweinsteiger tập luyện với Bayern Munich năm 2013

Vào ngày 25 tháng 4 năm 2012, Schweinsteiger đã ghi bàn từ quả phạt đền cuối cùng và quyết định trận đấu với Real Madrid để đưa Bayern vào Chung kết UEFA Champions League 2012, nơi họ sẽ đối đầu với Chelsea. Trận đấu, diễn ra tại Allianz Arena của Bayern, kết thúc với tỷ số 1–1 và phải đá luân lưu. Khi loạt sút luân lưu đang ở tỷ số 3–3, Petr Čech đã đẩy cú sút của Schweinsteiger vào cột dọc, tạo điều kiện cho Didier Drogba ấn định chức vô địch cho Chelsea ở cú đá tiếp theo.
Trong mùa giải 2012–13, Schweinsteiger đã thể hiện khá tốt, tiếp tục nhiệm vụ của mình ở vị trí tiền vệ trung tâm cùng với tân binh Javi Martínez. Vào ngày 6 tháng 4 năm 2013, Schweinsteiger đã ghi bàn thắng bằng cú đánh gót vào lưới Eintracht Frankfurt, qua đó ấn định chức vô địch Bundesliga cho Bayern. Mùa giải kết thúc với thành tích cao cho Schweinsteiger khi Bayern giành được cú cú ăn ba Bundesliga, DFB-Pokal và Champions League.
Schweinsteiger đã nhận giải Cầu thủ Đức xuất sắc nhất năm 2013 nhờ màn trình diễn của anh cho Bayern Munich. Anh được huấn luyện viên lúc đó Jupp Heynckes mô tả là tiền vệ xuất sắc nhất thế giới và Heynckes muốn Schweinsteiger, Frank Ribéry hoặc Thomas Müller giành giải Ballon d'Or.
Anh đã ghi bàn gỡ hòa trong trận đấu với Manchester United ở lượt đi vòng tứ kết UEFA Champions League 2013–14 tại Old Trafford nhưng sau đó đã phải nhận thẻ đỏ trong trận đấu đó.
Anh đã có trận ra mắt mùa giải 2014–15 trong chiến thắng 4–0 trước 1899 Hoffenheim. Anh vào sân thay cho Mario Götze ở phút thứ 78. Vào ngày 16 tháng 5 năm 2015, khi Bayern đã giành chức vô địch, anh đã ghi bàn mở tỷ số trong trận thua 2–1 trước SC Freiburg. Vào ngày 23 tháng 5 năm 2015, Schweinsteiger ghi bàn trong lần ra sân thứ 500 cho Bayern. Đây được chứng minh là trận đấu cuối cùng của anh với câu lạc bộ. Anh chuyển đến Manchester United vào ngày 13 tháng 7 năm 2015, đã ở Bayern được 17 năm.
Schweinsteiger là một cầu thủ được người hâm mộ yêu thích ở Bayern và thường được người hâm mộ Bayern gọi là Fußballgott (thần bóng đá).

### Manchester United

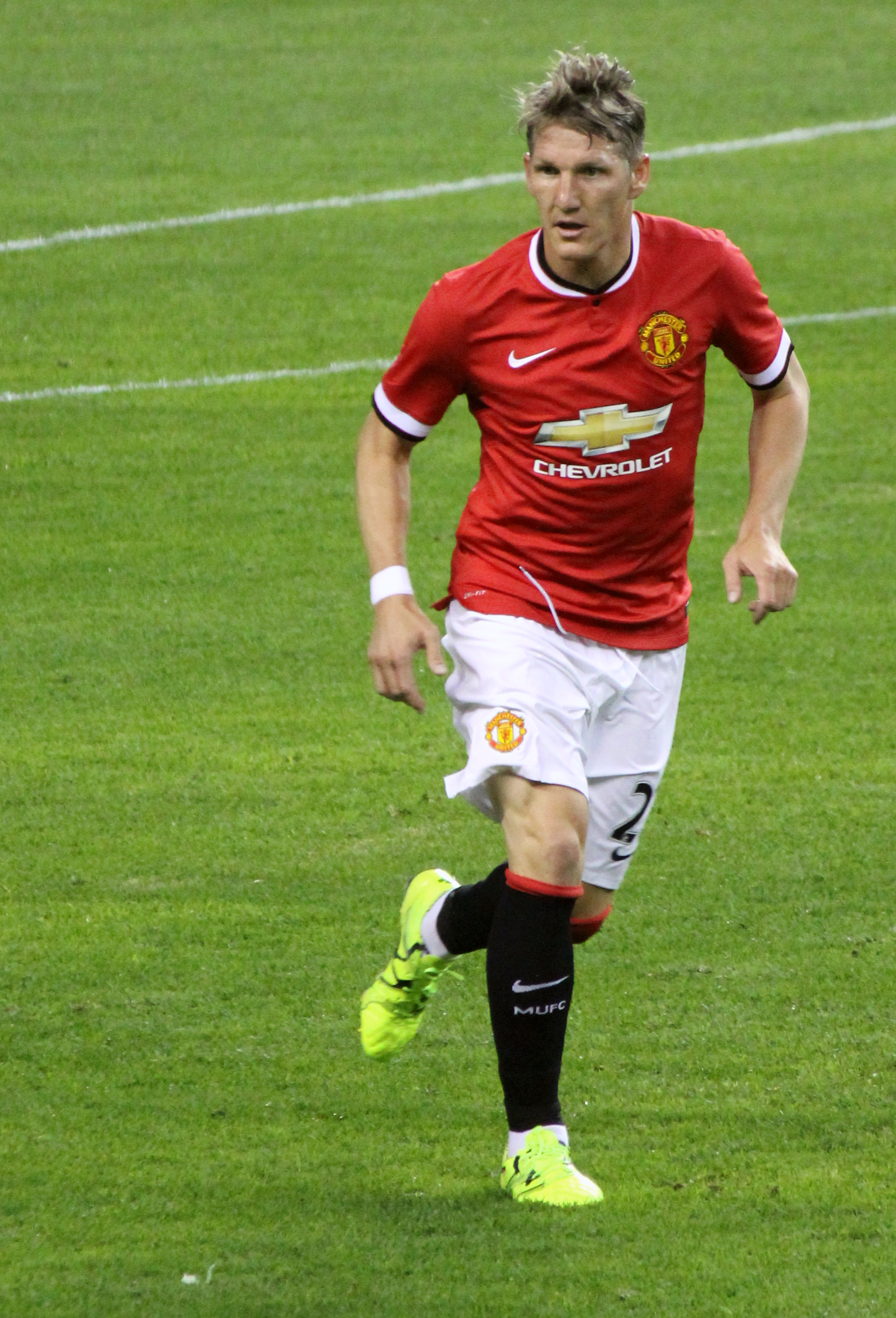
Schweinsteiger chơi cho Manchester United năm 2015.

Vào ngày 13 tháng 7 năm 2015, Manchester United đã hoàn tất việc ký hợp đồng ba năm với Schweinsteiger với mức phí chuyển nhượng là 9 triệu euro (6,5 triệu bảng Anh). Manchester United chưa bao giờ đưa một cầu thủ Đức vào đội một; Markus Neumayr và Ron-Robert Zieler đã ở câu lạc bộ trước anh, nhưng không ai trong số họ lọt vào đội một. Schweinsteiger được trao áo số 23 trong giai đoạn trước mùa giải, nhưng đã chuyển sang số 31, số áo mà anh mặc ở Bayern, trước khi mùa giải chính thức bắt đầu.
Schweinsteiger đã có trận ra mắt trước mùa giải cho Manchester United trong trận giao hữu với Club América vào ngày 17 tháng 7 năm 2015. United đã đánh bại câu lạc bộ Mexico với tỷ số 1–0 tại Seattle. Trận ra mắt Premier League của anh diễn ra vào ngày 8 tháng 8, khi vào sân thay người ở phút thứ 60 cho Michael Carrick khi mùa giải bắt đầu với chiến thắng 1–0 trên sân nhà trước Tottenham Hotspur, anh bị phạt thẻ vàng sau tám phút trong lần ra sân đầu tiên vì phạm lỗi với Nacer Chadli. Ngày 28 tháng 11, anh ghi bàn thắng đầu tiên cho câu lạc bộ, cân bằng tỷ số bằng cú đánh đầu trong trận hòa 1–1 với Leicester City.
Vào ngày 7 tháng 12 năm 2015, Schweinsteiger đã bị FA phạt cấm thi đấu ba trận vì hành vi đấm vào cổ họng Winston Reid của West Ham United trong cuộc gặp gỡ của họ hai ngày trước đó. Vào tháng 1 năm 2016, anh bị chấn thương đầu gối khiến anh phải ngồi ngoài trong hai tháng, sau đó là chấn thương dây chằng đầu gối giữa vào giữa tháng 3 khiến anh phải rời xa sân cỏ trong suốt phần còn lại của mùa giải.
Sau khi huấn luyện viên mới, José Mourinho, Schweinsteiger bị loại và được đưa xuống tập luyện cùng đội U-23. Một số cựu đồng đội nổi tiếng đã chỉ trích cách Mourinho xử lý vấn đề này, cáo buộc Mourinho thiếu tôn trọng Schweinsteiger. Anh đã trở lại luyện tập cùng đội một vào cuối năm 2016 và có lần ra sân đầu tiên kể từ tháng 3 khi vào sân thay người ở phút cuối trong trận tứ kết EFL Cup gặp West Ham United vào ngày 30 tháng 11 năm 2016. Anh ấy có trận ra quân đầu tiên sau hơn một năm trong chiến thắng 4–0 ở vòng 4 FA Cup trên sân nhà trước Wigan Athletic vào ngày 29 tháng 1 năm 2017, trong trận đấu anh ấy ghi bàn thắng đầu tiên tại Old Trafford cho Manchester United bằng một cú xe đạp chổng ngược. Với bàn thắng của mình, cũng như pha kiến tạo cho Marouane Fellaini ghi bàn mở tỷ số, anh đã được người hâm mộ bầu chọn là "Cầu thủ xuất sắc nhất trận".

### Chicago Fire

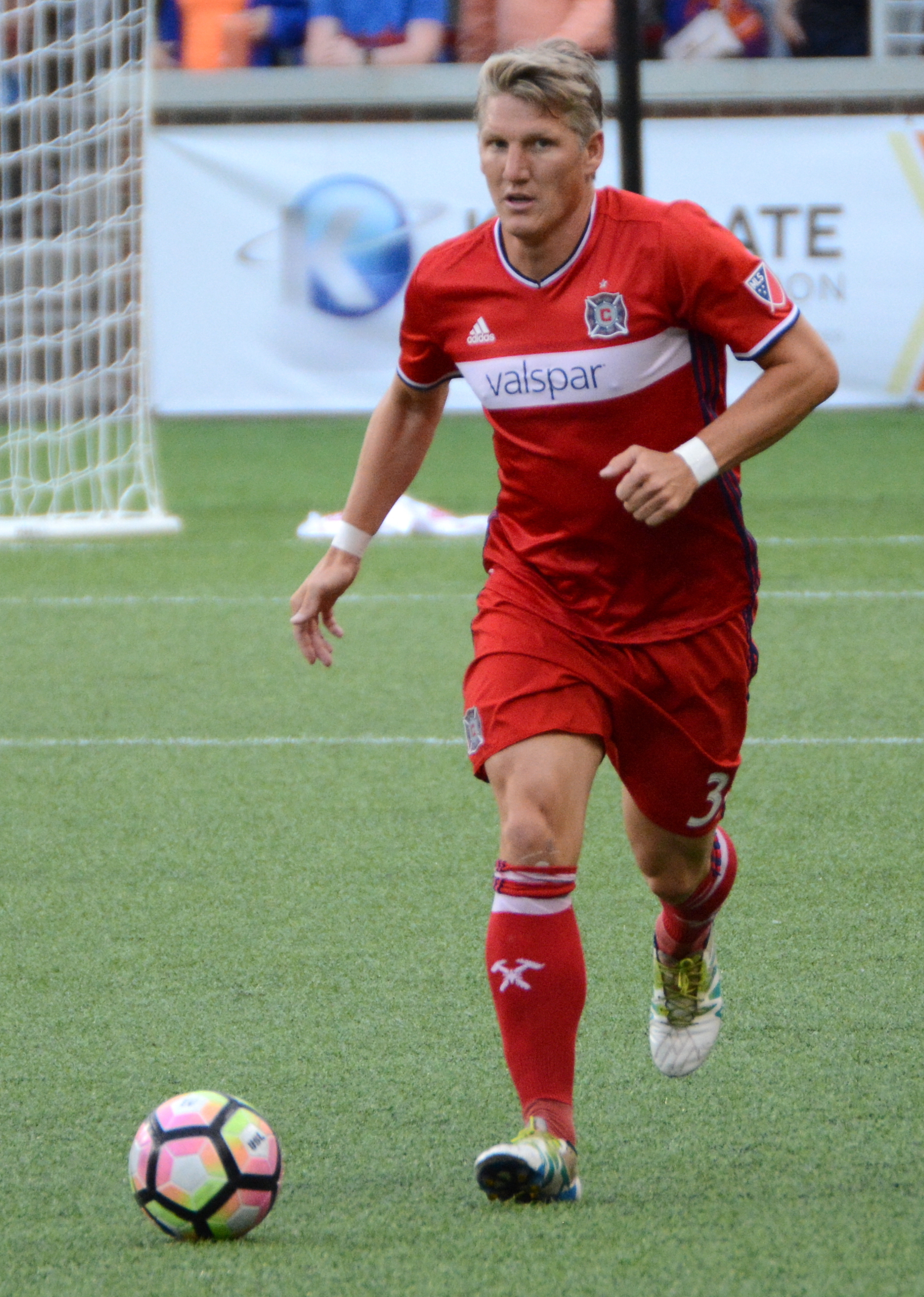
Schweinsteiger chơi cho Chicago Fire năm 2017

Vào ngày 21 tháng 3 năm 2017, Manchester United đã cho phép Schweinsteiger gia nhập đội bóng Major League Soccer Chicago Fire, tùy thuộc vào việc kiểm tra y tế và cấp thị thực. Việc chuyển nhượng đã hoàn tất vào ngày 29 tháng 3. Vài ngày sau, Mourinho tuyên bố rằng ông "hối hận" về cách đối xử với Schweinsteiger. Vào ngày 1 tháng 4, Schweinsteiger ra mắt cho Chicago Fire, ghi bàn trong trận hòa 2–2 trên sân nhà trước Montreal Impact. Đến giữa mùa giải, anh ấy đã giúp Chicago vươn lên vị trí dẫn đầu bảng xếp hạng MLS và được bầu vào "MLS All-Star Fan XI" (cùng với đồng đội Nemanja Nikolić) để đối đầu với Real Madrid tại MLS All-Star Game 2017 ở Chicago. Sau khi đưa Fire trở lại vòng play-off sau 5 năm hạn, Schweinsteiger đã được trao hợp đồng có thời hạn thêm một năm vào năm 2018. Schweinsteiger ghi một bàn thắng và cũng kiến tạo cho bàn thắng gỡ hòa của Alan Gordon trong thời gian bù giờ trong trận hòa 2–2 với Toronto FC vào ngày 29 tháng 4 năm 2018. Vào ngày 5 tháng 8, anh đã ghi một bàn thắng từ cự ly xa để cân bằng tỷ số sau khi vào sân thay người trong hiệp hai, nhưng đội của anh đã bị đánh bại trong trận thua 2–1 trên sân khách trước Real Salt Lake. Vào ngày 11 tháng 7, Schweinsteiger ghi một bàn thắng trong thời gian bù giờ và có một pha kiến tạo cho bàn thắng của Aleksandar Katai trong trận thua 4–3 trên sân nhà trước Philadelphia Union.

### Giải nghệ
Vào ngày 8 tháng 10 năm 2019, Schweinsteiger tuyên bố giải nghệ sự nghiệp bóng đá chuyên nghiệp. Vài ngày sau khi anh giải nghệ thể thao vào tháng 10 năm 2019, ARD tuyên bố rằng Schweinsteiger sẽ đồng hành cùng các chương trình phát sóng trực tiếp các trận đấu bóng đá với tư cách là chuyên gia tại Qatar trong ba năm tới cho đến và bao gồm FIFA World Cup 2022.

## Sự nghiệp quốc tế
Vào ngày 6 tháng 6 năm 2004, Schweinsteiger ra mắt đội tuyển Đức cấp cao trong trận đấu giao hữu trước Hungary. Anh là thành viên của đội tuyển Đức tham dự mọi giải đấu lớn từ UEFA Euro 2004 đến Euro 2016.

### Euro 2004
Ngay sau khi tham gia vào hành trình đáng thất vọng của đội U21 tại Giải vô địch châu Âu 2004, anh được triệu tập cho Euro 2004. Anh đã kiến tạo bàn mở tỷ số cho đồng đội ở Bayern Michael Ballack trong trận thua 2–1 của Đức trước Cộng hòa Séc.

### FIFA Confederations Cup 2005 và FIFA World Cup 2006

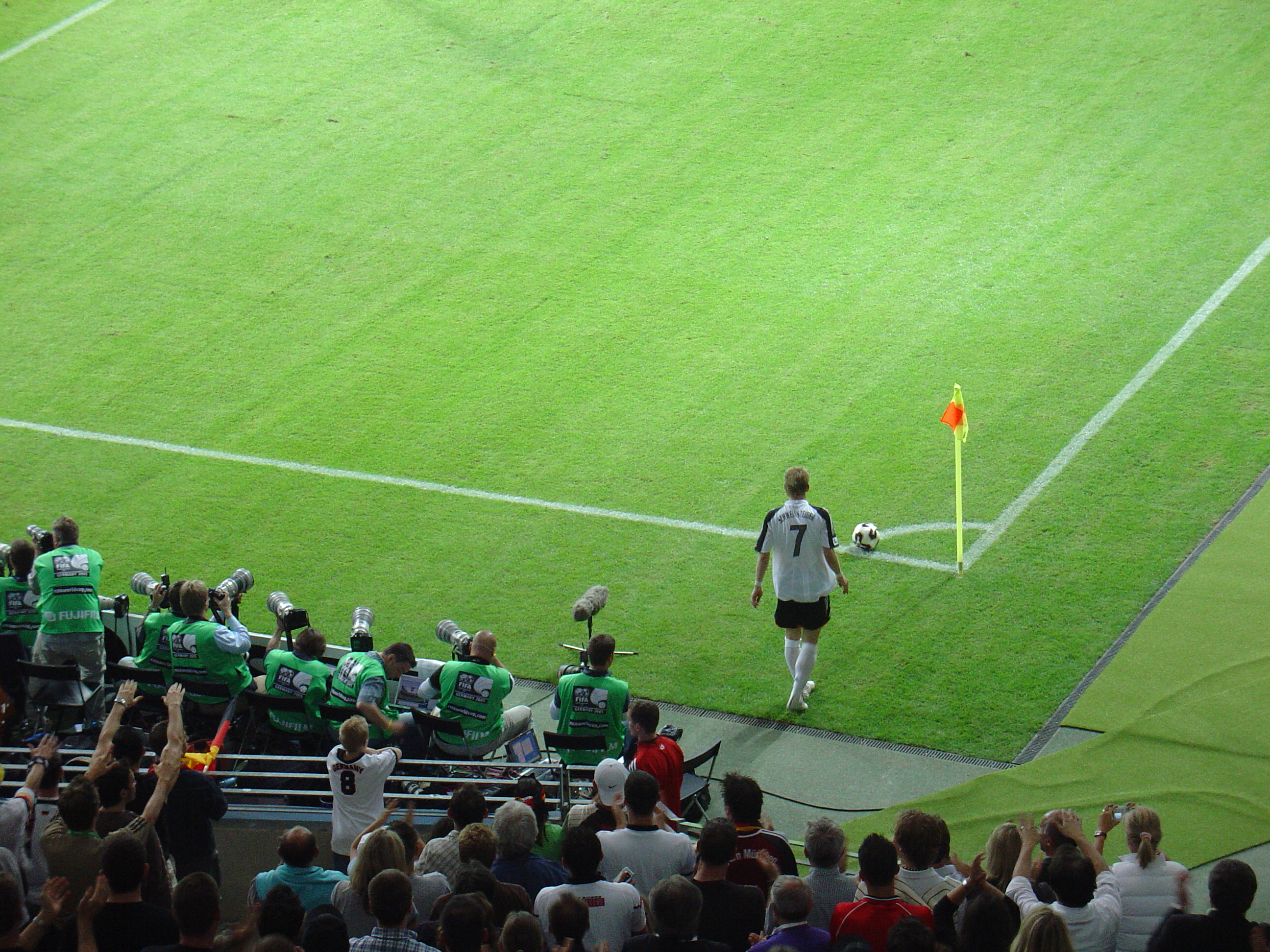
Schweinsteiger chuẩn bị thực hiện quả phạt góc cho Đức tại FIFA Confederations Cup 2005

Anh ghi hai bàn thắng quốc tế đầu tiên vào ngày 8 tháng 6 năm 2005 trong trận đấu với Nga và ghi bàn thắng đầu tiên của mình trong một trận đấu chính thức với Tunisia vào ngày 18 tháng 6 năm 2005 tại Confederations Cup ở Đức. Anh được triệu tập tham dự World Cup 2006 trên sân nhà và trở nên nổi bật tại giải đấu với hai cú sút xa tuyệt vời trong trận tranh hạng ba với Bồ Đào Nha, giúp anh giành được giải thưởng Cầu thủ xuất sắc nhất trận. Trận đấu kết thúc với tỷ số 3–1 khi cầu thủ 21 tuổi này gần như đã có cú hat-trick nhưng cú đá phạt đền bị đổi hướng của anh lại được tính là phản lưới nhà của Armando Petit.

### Euro 2008
Trong suốt vòng loại Euro 2008, Schweinsteiger ghi hai bàn thắng trên đường tới chiến thắng kỷ lục 13–0 trước San Marino tại San Marino. Anh ghi bàn thắng thứ ba trong chiến thắng 4–1 của Đức trước Slovakia tại Bratislava.
Schweinsteiger mất vị trí của mình trong đội hình xuất phát khi huấn luyện viên đội tuyển Đức Joachim Löw chuyển tiền đạo Lukas Podolski sang vị trí thường thấy của Schweinsteiger ở cánh trái để tạo điều kiện cho cặp tiền đạo Miroslav Klose và Mario Gómez, và anh đã có hai lần vào sân thay người ở vòng bảng. Trong trận đấu thứ hai với Croatia, anh đã nhận thẻ đỏ trực tiếp vì phản ứng với một pha vào bóng của Jerko Leko khi Đức chịu thất bại bất ngờ 2–1. Sau khi chấp hành án treo giò bằng cách vắng mặt trong trận đấu với Áo, anh đã trở lại đội hình xuất phát trong trận tứ kết với Bồ Đào Nha, khi Löw quay lại đội hình 4–4–2 cũ khi Gómez bị cho ngồi dự bị sau khi không tạo được ấn tượng. Một lần nữa anh đóng vai trò quan trọng trong chiến thắng 3–2 của Đức, ghi một bàn và kiến tạo hai bàn còn lại. Anh cũng ghi bàn thắng đầu tiên cho đất nước mình trong chiến thắng bán kết 3–2 trước Thổ Nhĩ Kỳ. Anh đã làm đội trưởng lần đầu tiên trong trận giao hữu với Các Tiểu vương quốc Ả Rập Thống nhất.

### FIFA World Cup 2010

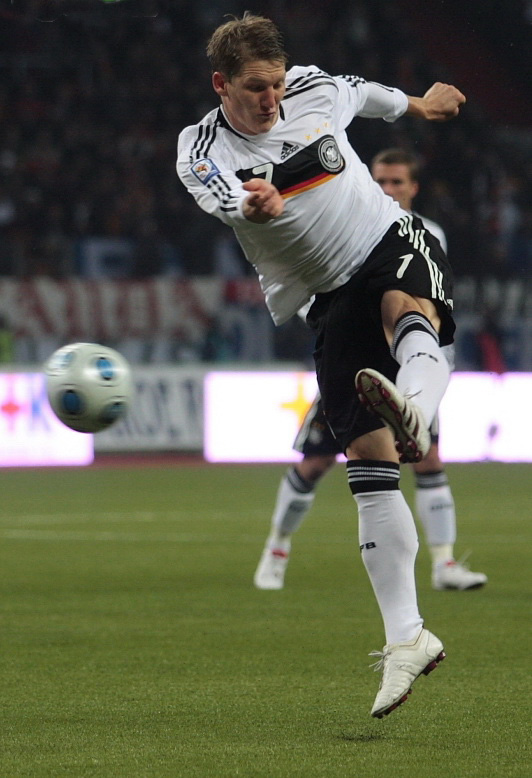
Schweinsteiger sút bóng cho Đức trong một trận đấu vòng loại FIFA World Cup 2010 trước Nga năm 2009

Schweinsteiger ra sân thường xuyên tại vòng loại World Cup 2010, chơi chín trong số 10 trận và đóng góp ba bàn thắng. Anh bắt đầu trong trận đấu khởi động thứ ba của Đức với Bosnia vào ngày 3 tháng 6 năm 2010 và ghi hai quả phạt đền trong chiến thắng 3–1 trong vòng bốn phút, nhưng ở phút thứ 87, anh đã bị thay ra để nhường chỗ cho đồng đội ở Bayern Munich Toni Kroos.
Trong suốt FIFA World Cup 2010, Schweinsteiger được giao nhiệm vụ thay thế Michael Ballack bị thương ở vị trí tiền vệ trung tâm. Anh đã thể hiện rất tốt trong vai trò này, bổ sung khả năng lãnh đạo và kinh nghiệm quốc tế quý báu cho một đội tuyển Đức còn rất trẻ. Anh đóng vai trò quan trọng đối với cả hàng công và hàng thủ của Đức, điều này đã được chứng minh khi anh được vinh danh là Cầu thủ xuất sắc nhất trận sau trận tứ kết với Argentina, nơi anh đã có hai pha kiến tạo đồng thời cũng ngăn chặn được Lionel Messi. Sau đó, Đức đã thua Tây Ban Nha ở vòng bán kết. Đức đã có thể lội ngược dòng để giành chiến thắng 3–2 trước Uruguay trong trận tranh hạng ba, và với việc Philipp Lahm phải ngồi dự bị vì bị ốm, Schweinsteiger đã đảm nhiệm vai trò đội trưởng.
Nhìn chung, Schweinsteiger đã ghi được ba pha kiến tạo trong bảy trận đấu ở Nam Phi, ngang bằng với anh về số pha kiến tạo nhiều nhất tại vòng chung kết với Dirk Kuyt, Kaká, Thomas Müller và Mesut Özil. Để ghi nhận lối chơi xuất sắc của anh trong suốt giải đấu, anh đã được chọn là một trong 10 người vào chung kết cho giải thưởng danh giá Quả bóng Vàng, được trao cho cầu thủ xuất sắc nhất của giải đấu.

### Euro 2012
Schweinsteiger tự khẳng định mình là sự lựa chọn số một ở vị trí tiền vệ phòng ngự của Đức tại vòng loại. Anh đã chơi năm trận – mỗi trận một lần với mỗi đối thủ: Bỉ, Azerbaijan, Kazakhstan, Áo và Thổ Nhĩ Kỳ – và giúp Đức giành chiến thắng 10 trong số 10 trận, ghi một bàn và có một pha kiến tạo.
Schweinsteiger đã bắt đầu tất cả năm trận đấu của Đức tại vòng chung kết UEFA Euro 2012 và kiến tạo cho cả hai bàn thắng của Mario Gómez trong chiến thắng 2–1 ở Bảng B trước kình địch Hà Lan.

### FIFA World Cup 2014

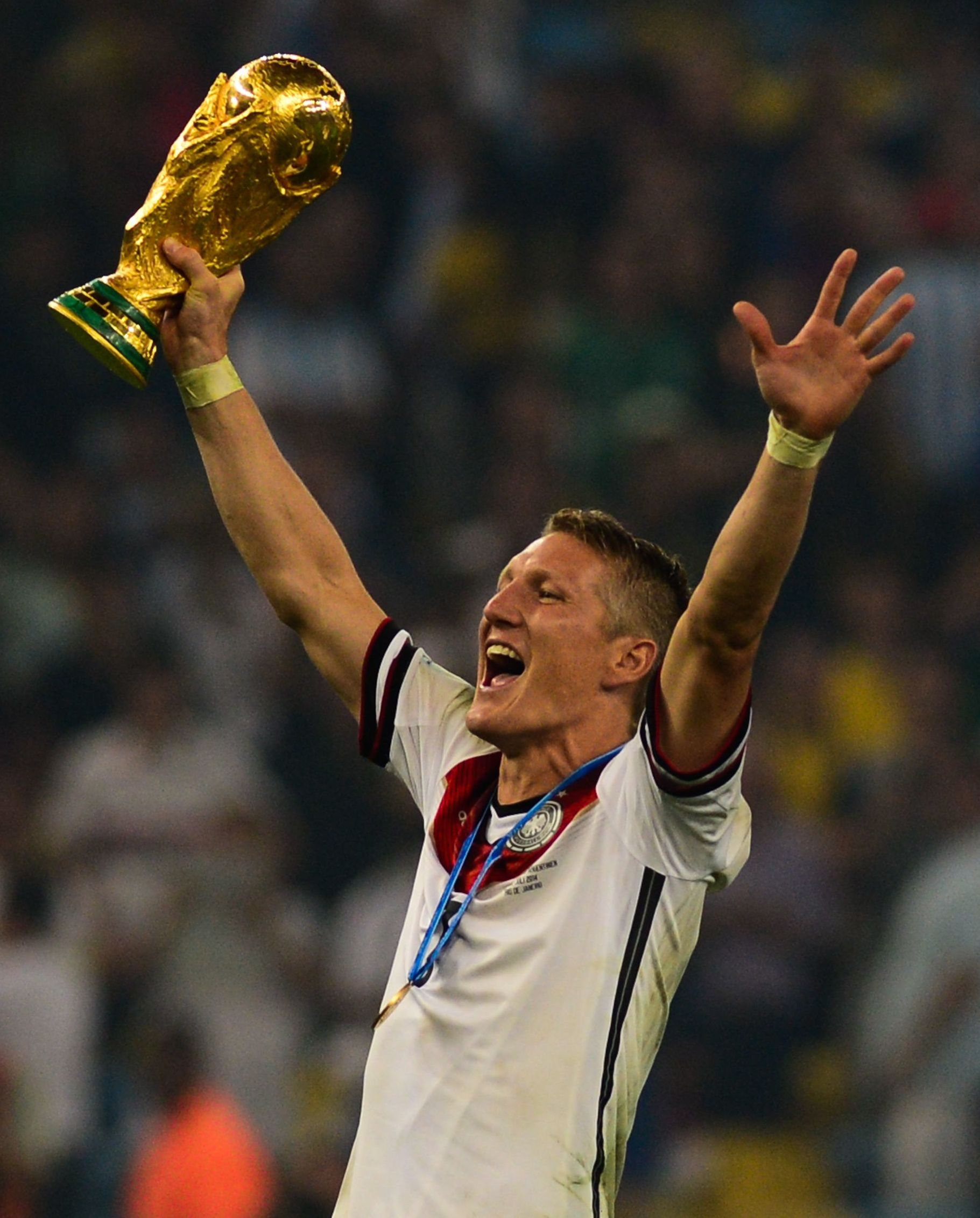
Schweinsteiger ăn mừng với chiếc cúp vô địch World Cup sau khi giành chiến thắng trong trận chung kết FIFA World Cup 2014

Schweinsteiger đã có năm lần ra sân khi đội tuyển Đức vượt qua vòng loại cho FIFA World Cup 2014. Vào ngày 15 tháng 10 năm 2013, anh có lần khoác áo thứ 100 cho đội tuyển quốc gia trong chiến thắng 5–3 trước Thụy Điển.
Sau khi vào sân thay người trong trận đấu thứ hai của đội gặp Ghana, Schweinsteiger được chọn đá chính trong trận đấu vòng bảng thứ ba gặp Hoa Kỳ. Anh ấy vẫn giữ được vị trí của mình cho trận đấu vòng 16 đội của Đức, với chiến thắng 2–1 trước Algeria. Anh ấy là nhân tố quan trọng trong trận chung kết World Cup với Argentina và dẫn đầu hàng tiền vệ với những đường chuyền dài cho hàng công của Đức. Đức đã giành chiến thắng trong trận chung kết World Cup với tỷ số 1–0 với bàn thắng ở phút thứ 113 của Mario Götze.

### Euro 2016 và giải nghệ
Trước khi vòng loại bắt đầu, Schweinsteiger được bổ nhiệm làm đội trưởng mới của đội tuyển Đức sau khi Philipp Lahm giải nghệ. Vào ngày 23 tháng 3 năm 2016, anh bị chấn thương ở đầu gối khi đang tập luyện cùng đội tuyển quốc gia khiến anh phải nghỉ hết mùa giải Premier League nhưng anh đã hồi phục kịp thời để được chọn vào đội hình sơ bộ gồm 27 cầu thủ của Đức tham dự UEFA Euro 2016. Vào ngày 31 tháng 5, Schweinsteiger được chọn vào đội hình 23 cầu thủ cuối cùng của Đức tham dự UEFA Euro 2016. Trong thời gian này, Schweinsteiger cũng tham gia vào sự hợp tác giữa Hiệp hội bóng đá Đức và The LEGO Group, người đã phát hành loạt series minifigure sưu tầm độc quyền tại Châu Âu vào năm 2016, với Schweinsteiger là nhân vật thứ bảy trong số mười sáu nhân vật trong bộ sưu tập.
Vào ngày 12 tháng 6 năm 2016, Schweinsteiger ghi bàn trong thời gian bù giờ sau khi vào sân muộn trong chiến thắng 2–0 ở vòng bảng trước Ukraine. Chín ngày sau, Schweinsteiger lập kỷ lục mới cho cầu thủ Đức ra sân nhiều nhất trong một trận đấu Giải vô địch bóng đá châu Âu. Sau giải đấu, Schweinsteiger tuyên bố giã từ sự nghiệp thi đấu quốc tế sau khi đã chơi 120 trận và ghi được 24 bàn thắng. Một tháng sau, anh tham gia trận đấu quốc tế cuối cùng cho đội tuyển Đức, gặp Phần Lan trong một trận giao hữu. Người kế nhiệm anh làm đội trưởng là Manuel Neuer.

## Phong cách thi đấu
Schweinsteiger chủ yếu hoạt động ở trung tâm, nhưng anh ấy đủ linh hoạt để cung cấp một sự lựa chọn ở cánh, bên cánh trái hoặc cánh phải. Trong những năm khoác áo Bayern, anh được coi là một trong những tiền vệ xuất sắc nhất thế giới. Schweinsteiger sở hữu một cú sút xa đáng sợ, cũng như khả năng tạt bóng xuất sắc và một cú giao bóng hiểm hóc từ những pha phối hợp, trong khi nguồn năng lượng vô biên của anh ấy cũng phục vụ rất tốt cho anh ấy. Được miêu tả là "cầu thủ hai chiều" bởi Nick Amies, anh ấy cũng đã được sử dụng trong nhiều vai trò khác nhau, bao gồm cả tiền vệ tổ chức, tiền vệ tấn công, trong vai trò box-to-box, như một người chơi, ở vị trí tiền vệ lùi sâu, hoặc thậm chí là hậu vệ phải. Một cầu thủ mạnh mẽ, thể chất và thanh lịch, đồng thời sở hữu kỹ thuật, kỹ năng, khả năng chuyền bóng, tầm nhìn và sự sáng tạo, Schweinsteiger được biết đến với khả năng điều khiển và sai khiến. Luồng lối chơi của đội anh ấy ở hàng tiền vệ, xây dựng các cuộc tấn công và tạo cơ hội cho đồng đội với sự phân phối của anh ấy. Được mệnh danh là "Động cơ máy", Schweinsteiger cũng là một người đọc trận đấu siêu hạng và đã ghi bàn ngoạn mục nhờ khả năng chọn vị trí tốt. Anh được huấn luyện viên Joachim Löw, gọi là "bộ não" của đội tuyển quốc gia Đức và còn được ví như một "bậc thầy ở khu trung tuyến".
Ngoài khả năng tấn công và sáng tạo, anh còn được biết đến với các kỹ năng phòng thủ, tốc độ làm việc và khả năng tắc bóng. Với những màn trình diễn của mình, anh ấy đã được bình chọn là cầu thủ Đức xuất sắc nhất năm 2013. Jonathan Wilson , khi viết cho The Guardian trong cùng năm, đã gọi Schweinsteiger là mẫu tiền vệ cầm trịch mà anh ấy mô tả là "người vận chuyển" hoặc "người lướt", cụ thể là "một cầu thủ có khả năng thực hiện những pha chạy muộn hoặc mang bóng dưới chân anh ta." Trong thời gian thi đấu ở Chicago, Schweinsteiger cũng đôi khi được bố trí ở vị trí trung vệ hoặc hậu vệ quét trong sơ đồ 3 hậu vệ, ngoài vai trò thường thấy ở hàng tiền vệ, anh còn có khả năng nhìn xa trông rộng và kỹ năng phòng ngự; Ở vai trò sâu hơn này, anh ấy không chỉ được giao trách nhiệm phòng ngự, chẳng hạn như đánh dấu các cầu thủ đối phương, mà còn được giao nhiệm vụ tấn công, và được giao nhiệm vụ cầm bóng từ phía sau, giữ quyền kiểm soát, tiến vào hàng tiền vệ và kiểm soát lối chơi. Vì Schweinsteiger có nhiều kỹ năng, cựu huấn luyện viên Chicago Fire của anh ấy, Veljko Paunović, đã mô tả anh ấy khi nghỉ hưu vào năm 2019 là "độc nhất và đặc biệt", ông cũng bình luận: "Anh ấy là một cầu thủ hoàn chỉnh, một cầu thủ toàn diện. Ở Đức, nơi họ biết anh ấy thậm chí còn tốt hơn chúng tôi, họ gọi anh ấy là 'Fussballgott' [một "thần bóng đá", bằng tiếng Đức] bởi vì anh ấy đại diện cho mọi thứ."

## Đời tư
Schweinsteiger là một người Công giáo La Mã. Anh được người hâm mộ biết đến với cái tên "Schweini" hoặc "Basti", cái tên sau dùng để phân biệt anh với anh trai của mình, Tobias, một cầu thủ bóng đá chuyên nghiệp cũng chơi cho Bayern Munich, mặc dù ở đội dự bị. Schweinsteiger có mối quan hệ tình cảm với người mẫu Sarah Brandner từ năm 2007 đến tháng 7 năm 2014. Họ sống cùng nhau ở Munich.
Vào tháng 9 năm 2014, anh bắt đầu mối quan hệ với tay vợt người Serbia Ana Ivanovic. Cặp đôi kết hôn vào ngày 12 tháng 7 năm 2016 tại Venice, Ý. Họ có hai con trai, sinh năm 2018 và 2019. Vào tháng 2 năm 2023, cặp đôi thông báo rằng họ đang mong đợi đứa con thứ ba.
Schweinsteiger là một vận động viên trượt tuyết tài năng và là bạn thời thơ ấu với Felix Neureuther.

## Thống kê sự nghiệp

### Câu lạc bộ
| Câu lạc bộ          | Mùa giải            | Giải vô địch        | Giải vô địch | Giải vô địch | Cúp quốc gia | Cúp quốc gia | Cúp liên đoàn | Cúp liên đoàn | Châu lục | Châu lục | Khác1 | Khác1 | Tổng cộng | Tổng cộng |
| Câu lạc bộ          | Mùa giải            | Hạng đấu            | Trận         | Bàn          | Trận         | Bàn          | Trận          | Bàn           | Trận     | Bàn      | Trận  | Bàn   | Trận      | Bàn       |
| ------------------- | ------------------- | ------------------- | ------------ | ------------ | ------------ | ------------ | ------------- | ------------- | -------- | -------- | ----- | ----- | --------- | --------- |
| Bayern Munich II    | 2001–02             | Regionalliga Süd    | 4            | 0            | —            | —            | —             | —             | —        | —        | —     | —     | 4         | 0         |
| Bayern Munich II    | 2002–03             | Regionalliga Süd    | 23           | 2            | 1            | 0            | —             | —             | —        | —        | —     | —     | 24        | 2         |
| Bayern Munich II    | 2003–04             | Regionalliga Süd    | 3            | 0            | —            | —            | —             | —             | —        | —        | —     | —     | 3         | 0         |
| Bayern Munich II    | 2004–05             | Regionalliga Süd    | 3            | 0            | 1            | 0            | —             | —             | —        | —        | —     | —     | 4         | 0         |
| Bayern Munich II    | Tổng cộng           | Tổng cộng           | 33           | 2            | 2            | 0            | —             | —             | —        | —        | —     | —     | 35        | 2         |
| Bayern Munich       | 2002–03             | Bundesliga          | 14           | 0            | 1            | 2            | 0             | 0             | 1        | 0        | —     | —     | 16        | 2         |
| Bayern Munich       | 2003–04             | Bundesliga          | 26           | 4            | 3            | 0            | 1             | 0             | 3        | 0        | —     | —     | 33        | 4         |
| Bayern Munich       | 2004–05             | Bundesliga          | 26           | 3            | 5            | 0            | 0             | 0             | 7        | 1        | —     | —     | 38        | 4         |
| Bayern Munich       | 2005–06             | Bundesliga          | 30           | 3            | 4            | 0            | 1             | 0             | 7        | 0        | —     | —     | 42        | 3         |
| Bayern Munich       | 2006–07             | Bundesliga          | 27           | 4            | 3            | 0            | 2             | 0             | 8        | 2        | —     | —     | 40        | 6         |
| Bayern Munich       | 2007–08             | Bundesliga          | 30           | 1            | 4            | 0            | 2             | 1             | 12       | 0        | —     | —     | 48        | 2         |
| Bayern Munich       | 2008–09             | Bundesliga          | 31           | 5            | 4            | 2            | —             | —             | 9        | 2        | —     | —     | 44        | 9         |
| Bayern Munich       | 2009–10             | Bundesliga          | 33           | 2            | 4            | 1            | —             | —             | 12       | 0        | —     | —     | 49        | 3         |
| Bayern Munich       | 2010–11             | Bundesliga          | 32           | 4            | 5            | 2            | —             | —             | 7        | 2        | 1     | 0     | 45        | 8         |
| Bayern Munich       | 2011–12             | Bundesliga          | 22           | 3            | 3            | 1            | —             | —             | 11       | 1        | —     | —     | 36        | 5         |
| Bayern Munich       | 2012–13             | Bundesliga          | 28           | 7            | 5            | 0            | —             | —             | 12       | 2        | —     | —     | 45        | 9         |
| Bayern Munich       | 2013–14             | Bundesliga          | 23           | 4            | 4            | 1            | —             | —             | 8        | 3        | 1     | 0     | 36        | 8         |
| Bayern Munich       | 2014–15             | Bundesliga          | 20           | 5            | 2            | 0            | —             | —             | 6        | 0        | 0     | 0     | 28        | 5         |
| Bayern Munich       | Tổng cộng           | Tổng cộng           | 342          | 45           | 47           | 9            | 6             | 1             | 103      | 13       | 2     | 0     | 500       | 68        |
| Manchester United   | 2015–16             | Premier League      | 18           | 1            | 2            | 0            | 1             | 0             | 10       | 0        | —     | —     | 31        | 1         |
| Manchester United   | 2016–17             | Premier League      | 0            | 0            | 2            | 1            | 1             | 0             | 1        | 0        | 0     | 0     | 4         | 1         |
| Manchester United   | Tổng cộng           | Tổng cộng           | 18           | 1            | 4            | 1            | 2             | 0             | 11       | 0        | 0     | 0     | 35        | 2         |
| Chicago Fire        | 2017                | Major League Soccer | 24           | 3            | 1            | 0            | —             | —             | —        | —        | 1     | 0     | 26        | 3         |
| Chicago Fire        | 2018                | Major League Soccer | 31           | 4            | 4            | 0            | —             | —             | —        | —        | —     | —     | 35        | 4         |
| Chicago Fire        | 2019                | Major League Soccer | 30           | 1            | 0            | 0            | —             | —             | —        | —        | 1     | 0     | 31        | 1         |
| Chicago Fire        | Tổng cộng           | Tổng cộng           | 85           | 8            | 5            | 0            | 0             | 0             | 0        | 0        | 2     | 0     | 92        | 8         |
| Tổng cộng sự nghiệp | Tổng cộng sự nghiệp | Tổng cộng sự nghiệp | 479          | 56           | 58           | 10           | 8             | 1             | 114      | 13       | 4     | 0     | 663       | 80        |

### Quốc tế
| Đội tuyển quốc gia | Năm       | Trận | Bàn |
| ------------------ | --------- | ---- | --- |
| Đức                | 2004      | 10   | 0   |
| Đức                | 2005      | 13   | 4   |
| Đức                | 2006      | 18   | 9   |
| Đức                | 2007      | 6    | 0   |
| Đức                | 2008      | 15   | 4   |
| Đức                | 2009      | 10   | 2   |
| Đức                | 2010      | 12   | 2   |
| Đức                | 2011      | 6    | 2   |
| Đức                | 2012      | 7    | 0   |
| Đức                | 2013      | 3    | 0   |
| Đức                | 2014      | 8    | 0   |
| Đức                | 2015      | 6    | 0   |
| Đức                | 2016      | 7    | 1   |
| Tổng cộng          | Tổng cộng | 121  | 24  |

### Bàn thắng đội tuyển quốc gia
| #   | Ngày                 | Địa điểm                                       | Đối thủ              | Bàn thắng | Kết quả | Giải đấu                      |
| --- | -------------------- | ---------------------------------------------- | -------------------- | --------- | ------- | ----------------------------- |
| 1.  | 8 tháng 6 năm 2005   | Borussia-Park, Mönchengladbach, Đức            | Nga                  | 1–1       | 2–2     | Giao hữu                      |
| 2.  | 8 tháng 6 năm 2005   | Borussia-Park, Mönchengladbach, Đức            | Nga                  | 2–1       | 2–2     | Giao hữu                      |
| 3.  | 18 tháng 6 năm 2005  | RheinEnergieStadion, Cologne, Đức              | Tunisia              | 2–0       | 3–0     | FIFA Confederations Cup 2005  |
| 4.  | 29 tháng 6 năm 2005  | Zentralstadion, Leipzig, Đức                   | México               | 2–1       | 4–3     | FIFA Confederations Cup 2005  |
| 5.  | 22 tháng 3 năm 2006  | Westfalenstadion, Dortmund, Đức                | Hoa Kỳ               | 1–0       | 4–1     | Giao hữu                      |
| 6.  | 30 tháng 5 năm 2006  | BayArena, Leverkusen, Đức                      | Nhật Bản             | 2–2       | 2–2     | Giao hữu                      |
| 7.  | 2 tháng 6 năm 2006   | Borussia-Park, Mönchengladbach, Đức            | Colombia             | 2–0       | 3–0     | Giao hữu                      |
| 8.  | 8 tháng 7 năm 2006   | Gottlieb-Daimler-Stadion, Stuttgart, Đức       | Bồ Đào Nha           | 1–0       | 3–1     | FIFA World Cup 2006           |
| 9.  | 8 tháng 7 năm 2006   | Gottlieb-Daimler-Stadion, Stuttgart, Đức       | Bồ Đào Nha           | 3–0       | 3–1     | FIFA World Cup 2006           |
| 10. | 6 tháng 9 năm 2006   | Sân vận động Olimpico, Serravalle, San Marino  | San Marino           | 2–0       | 13–0    | Vòng loại UEFA Euro 2008      |
| 11. | 6 tháng 9 năm 2006   | Sân vận động Olimpico, Serravalle, San Marino  | San Marino           | 6–0       | 13–0    | Vòng loại UEFA Euro 2008      |
| 12. | 7 tháng 10 năm 2006  | Ostseestadion, Rostock, Đức                    | Gruzia               | 1–0       | 2–0     | Giao hữu                      |
| 13. | 11 tháng 10 năm 2006 | Tehelné pole, Bratislava, Slovakia             | Slovakia             | 3–0       | 4–1     | Vòng loại UEFA Euro 2008      |
| 14. | 19 tháng 6 năm 2008  | St. Jakob-Park, Basel, Thụy Sĩ                 | Bồ Đào Nha           | 1–0       | 3–2     | UEFA Euro 2008                |
| 15. | 25 tháng 6 năm 2008  | St. Jakob-Park, Basel, Thụy Sĩ                 | Thổ Nhĩ Kỳ           | 1–1       | 3–2     | UEFA Euro 2008                |
| 16. | 20 tháng 8 năm 2008  | Frankenstadion, Nuremberg, Đức                 | Bỉ                   | 1–0       | 2–0     | Giao hữu                      |
| 17. | 6 tháng 9 năm 2008   | Sân vận động Rheinpark, Vaduz, Liechtenstein   | Liechtenstein        | 4–0       | 6–0     | Vòng loại FIFA World Cup 2010 |
| 18. | 28 tháng 3 năm 2009  | Zentralstadion, Leipzig, Đức                   | Liechtenstein        | 3–0       | 4–0     | Vòng loại FIFA World Cup 2010 |
| 19. | 12 tháng 8 năm 2009  | Sân vận động Tofik Bakhramov, Baku, Azerbaijan | Azerbaijan           | 1–0       | 2–0     | Vòng loại FIFA World Cup 2010 |
| 20. | 3 tháng 6 năm 2010   | Commerzbank-Arena, Frankfurt, Đức              | Bosna và Hercegovina | 2–1       | 3–1     | Giao hữu                      |
| 21. | 3 tháng 6 năm 2010   | Commerzbank-Arena, Frankfurt, Đức              | Bosna và Hercegovina | 3–1       | 3–1     | Giao hữu                      |
| 22. | 10 tháng 8 năm 2011  | Gottlieb-Daimler-Stadion, Stuttgart, Đức       | Brasil               | 1–0       | 3–2     | Giao hữu                      |
| 23. | 7 tháng 10 năm 2011  | Türk Telekom Arena, Istanbul, Thổ Nhĩ Kỳ       | Thổ Nhĩ Kỳ           | 3–0       | 3–0     | Vòng loại UEFA Euro 2012      |
| 24. | 12 tháng 6 năm 2016  | Sân vận động Pierre-Mauroy, Lille, Pháp        | Ukraina              | 2–0       | 2–0     | UEFAEuro 2016                 |

## Danh hiệu

### Câu lạc bộ

#### Đội trẻ Bayern Munich
- Giải vô địch U-17 Đức: 2001
- Giải vô địch U-19 Đức: 2002

#### Bayern Munich
- Bundesliga: 2002–03, 2004–05, 2005–06, 2007–08, 2009–10, 2012–13, 2013–14, 2014–15
- DFB-Pokal: 2002–03, 2004–05, 2005–06, 2007–08, 2009–10, 2012–13, 2013–14
- DFL-Ligapokal: 2004, 2007
- DFL-Supercup: 2010, 2013, 2014
- UEFA Champions League: 2012–13
- UEFA Super Cup: 2013
- FIFA Club World Cup: 2013

#### Manchester United
- FA Cup: 2015–16
- EFL Cup: 2016–17
- FA Community Shield: 2016
- UEFA Europa League: 2016–17

### Quốc tế
- FIFA World Cup: 2014
- UEFA Euro: Á quân 2008

### Cá nhân
- Cầu thủ xuất sắc nhất trận Đức - Bồ Đào Nha (FIFA World Cup 2006)
- Cầu thủ xuất sắc nhất trận Đức - Bồ Đào Nha (UEFA Euro 2008)
- Cầu thủ xuất sắc nhất trận Đức - Argentina (FIFA World Cup 2010)
- Cầu thủ xuất sắc nhất trận Đức - Mỹ (FIFA World Cup 2014)
- Cầu thủ Đầu tiên và Duy nhất của thế kỷ 21, vào chơi tới 6 trận bán kết lớn liên tiếp (WC2006-EURO 2016)
- Cầu thủ ra sân nhiều lần nhất tại các kỳ EURO và WC, nhiều nhất mọi thời đại tính đến khi giải nghệ 2016 (38 trận)